# Ermitage de la Vierge des Douleurs
L'ermitage de la Vierge des Douleurs (Nuestra Señora de Los Dolores) est une église située à Mancha Blanca, commune de  Tinajo à Lanzarote dans les Îles Canaries.  

## Histoire
L'église a été construite en 1780, par les habitants de Tinajo, en remerciement de l'arrêt d'une coulée de lave avant leur village. À nouveau, en 1824, à la suite d'une procession dédiée à la Vierge, une éruption s'est terminée en épargnant le village de Tinajo. Depuis, la Vierge de Los Dolores appelée aussi Nuestra Señora de Los Dolores (« Notre-Dame des Douleurs ») est devenue la sainte patronne de Lanzarote.

## Description

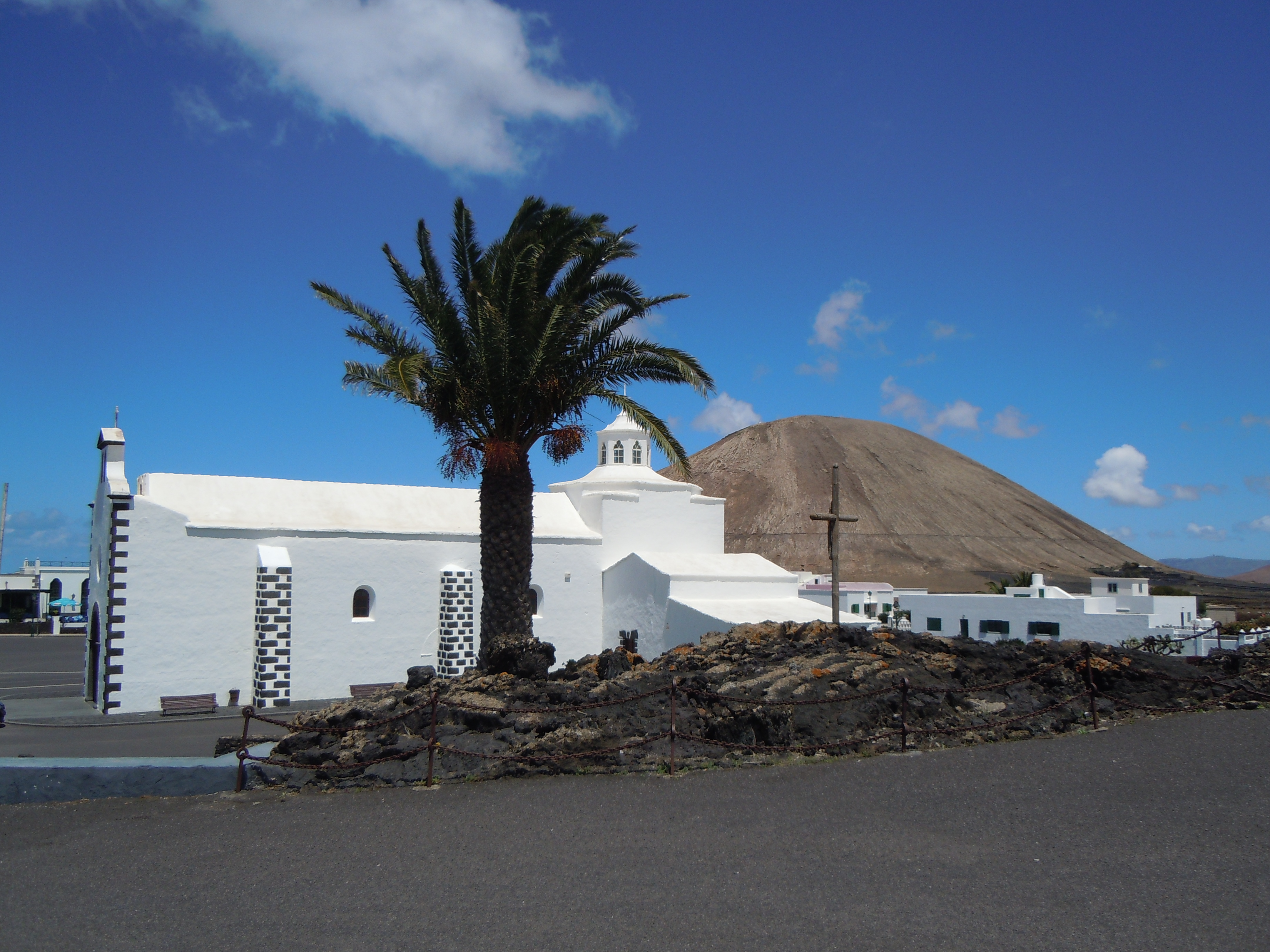
Vue de l'église devant la Montana Tinache